# アンナ・アリシア・ヒルズ
アンナ・アリシア・ヒルズ（Anna Althea Hills、1882年1月28日 - 1930年6月13日）は、アメリカ合衆国の画家である。印象派のスタイルでカルフォルニアの風景を描いたことで知られている。

## 略歴
オハイオ州、ポーテージ郡のラヴェンナ（Ravenna)で生まれた。ミシガン州のオリヴェット・カレッジ（Olivet College）やシカゴの美術学校（Art Institute of Chicago）、ニューヨークのクーパー・ユニオンで学んだ。アーサー・ウェズリー・ダウにも学んだ後、ヨーロッパに渡り、パリのアカデミー・ジュリアンで学び、イギリスでは風景画家のジョン・ノーブル・バーロウのもとで学び、20世紀初めにラモーナ・バーチ（Lamorna Birch）のような多くの芸術家が集まったコーンウォールのラモーナ湾（Lamorna Cove）で過ごし、1911年には兄とラモーナの旅館に滞在していた記録がある。
アメリカに帰国した後、西海岸に旅し、それまでおもに描いていた人物画から印象派のスタイルの風景画を描くようになり、カリフォルニア州のラグナ・ビーチに工房を開き、美術教師としても働いた。1915年のサンフランシスコ万国博覧会の展覧会に作品を出展し銅メダルを受賞した。
地域活動家としても知られていて、長老派教会の活動に参加し、日曜学校を運営した 。1918年にラグナ・ビーチ美術協会（Laguna Beach Art Association）を設立し、6年間会長を務めた。ヒルズの尽力により、1929年にラグナ・ビーチ美術館が設立された。友人となったジェニー・V・キャノン（Jennie V. Cannon: 1869–1952）と別荘地のカーメル・バイ・ザ・シーに美術協会と美術館を設立した。

## 作品

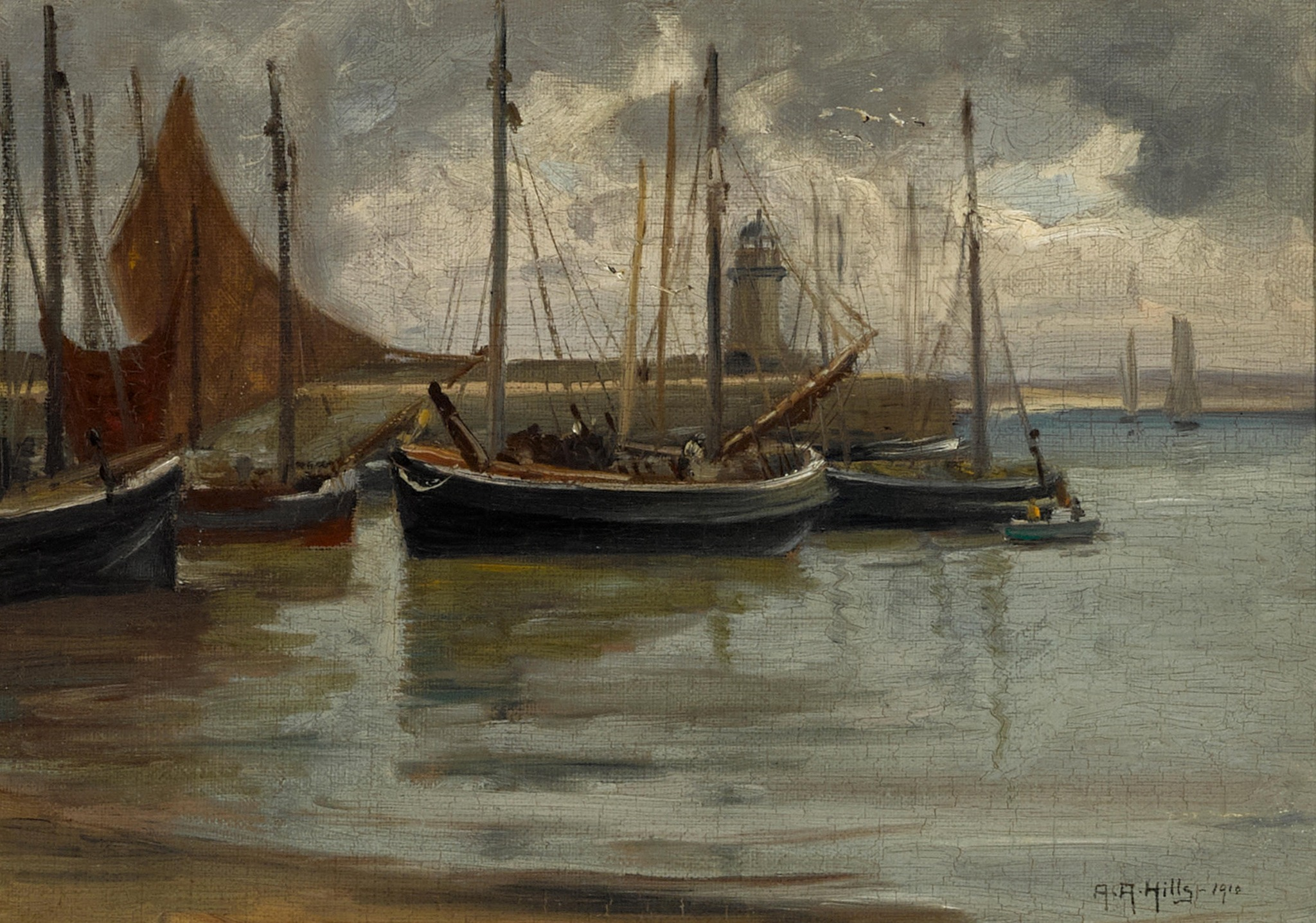
嵐の日の港のボート(1910)
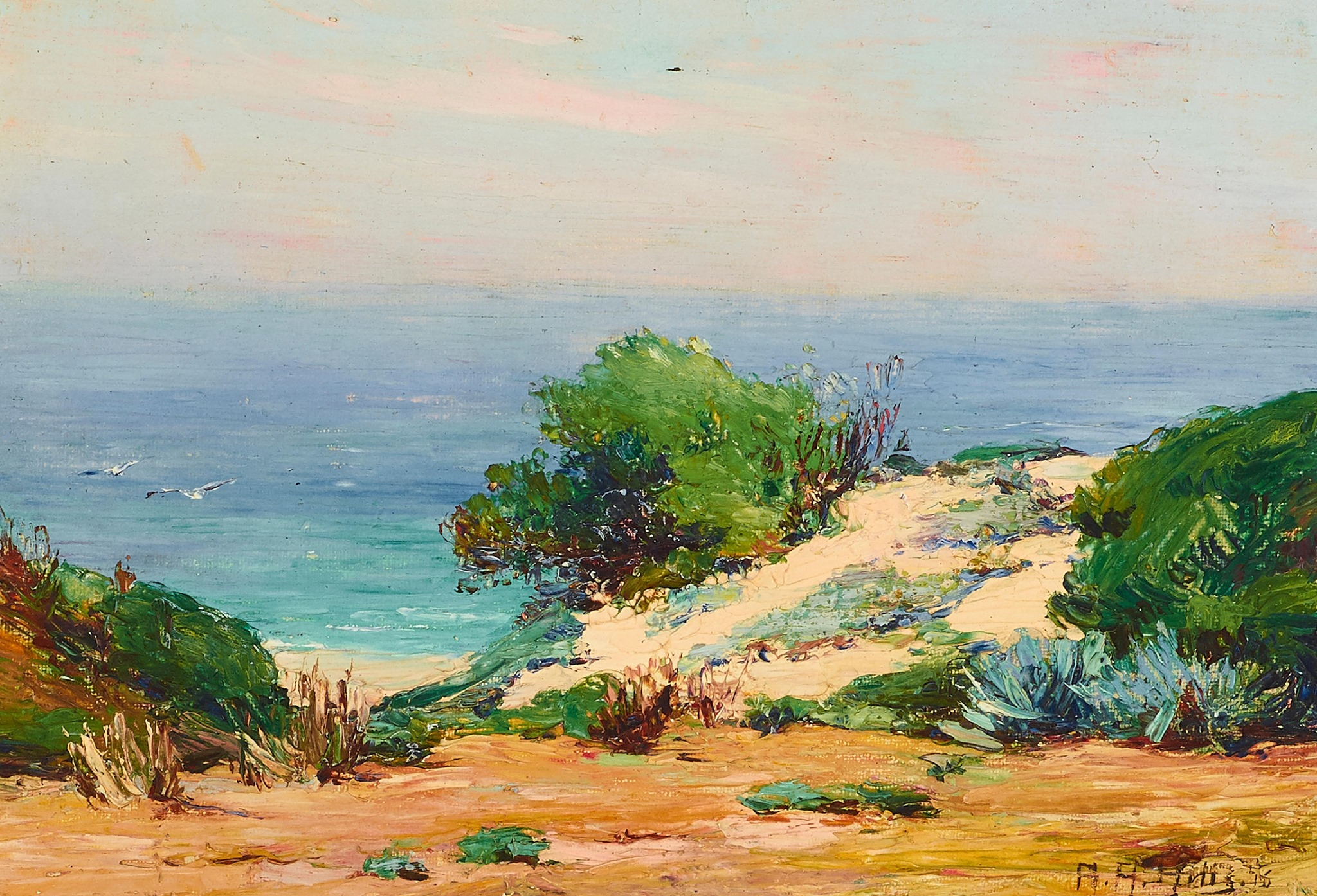
静かな海 (1915)
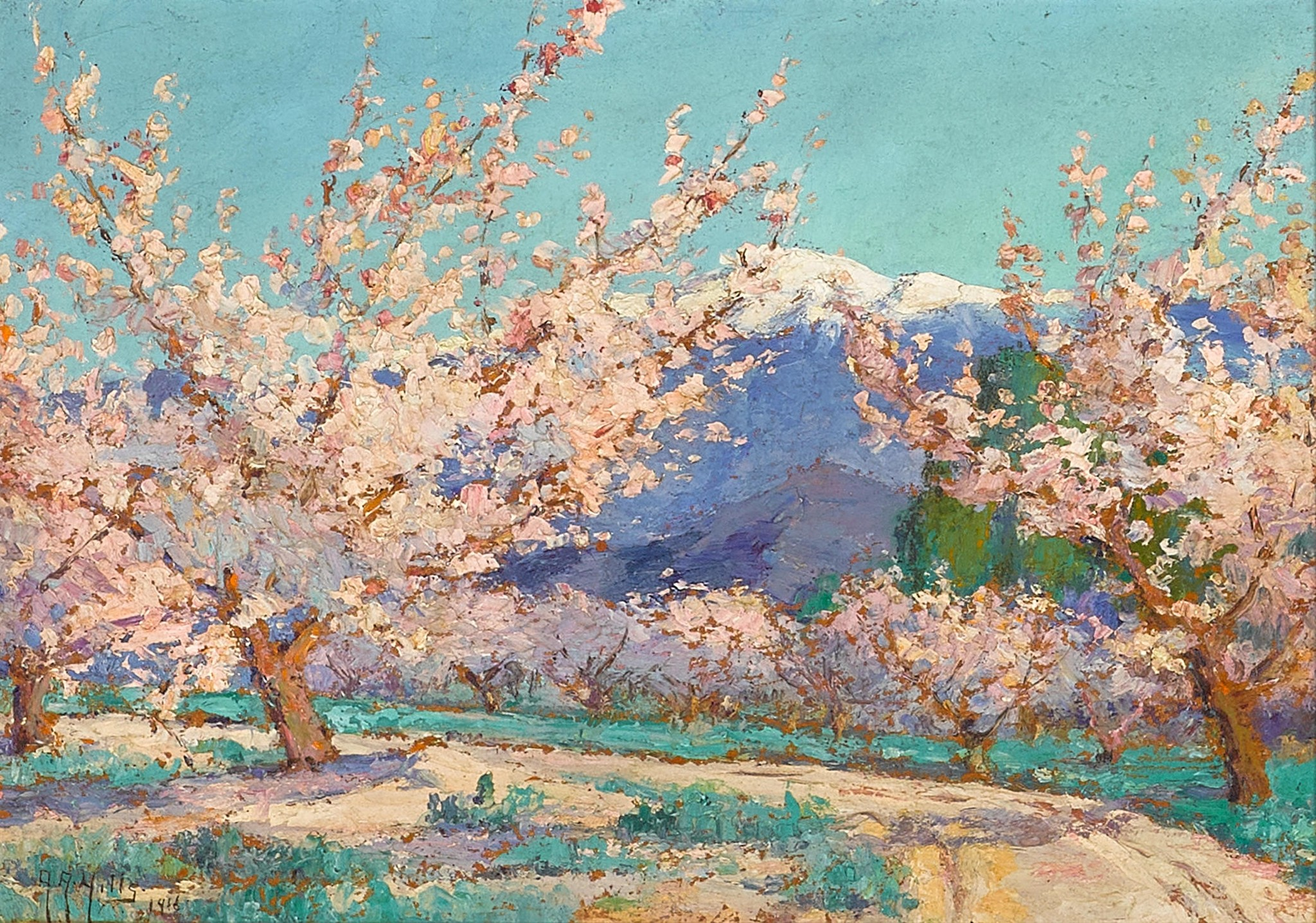
春、カリフォルニア州バニングのアーモンドの木、(1916)
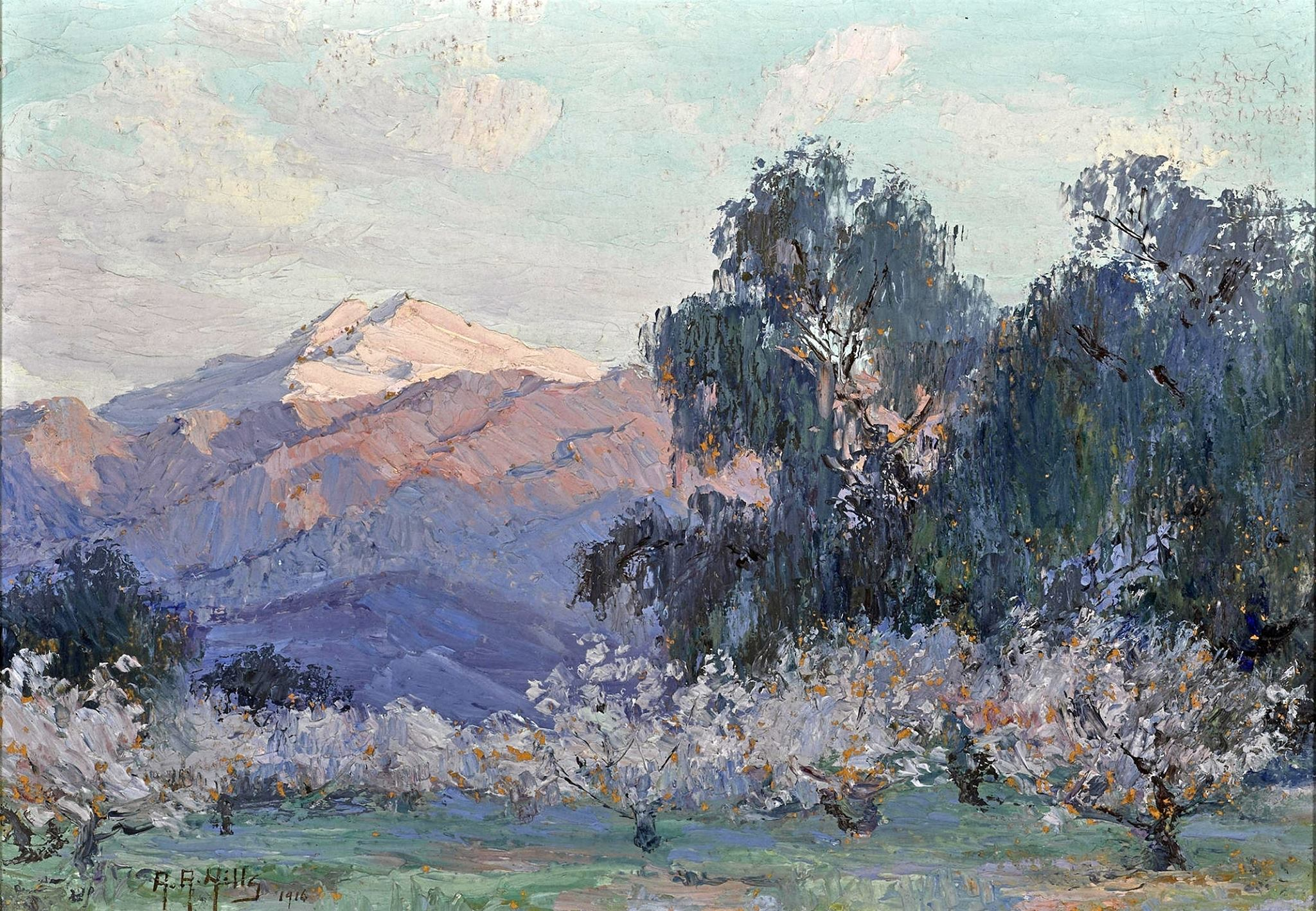
サン・ジャッキント山と花咲く木々
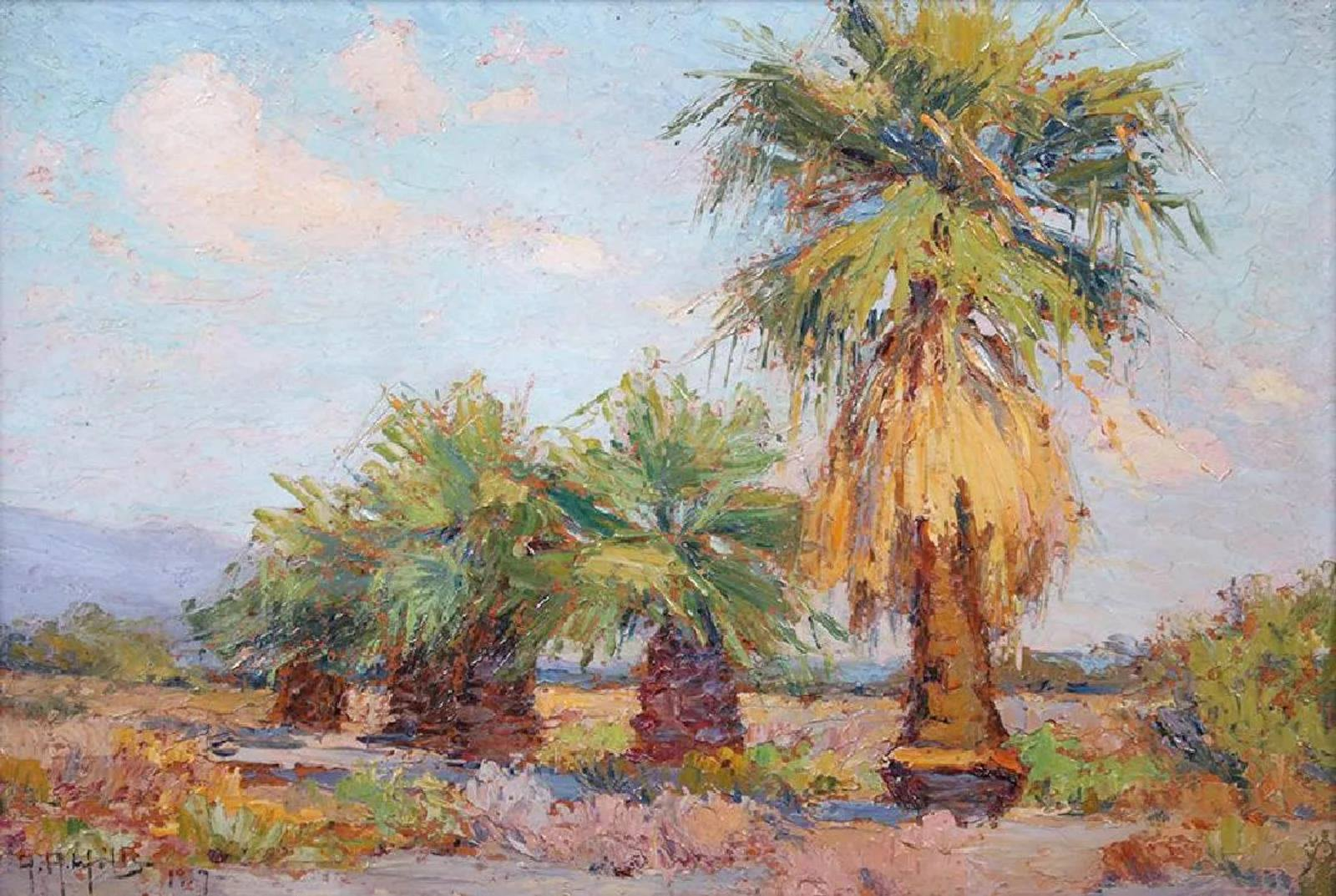
砂漠のヤシ(1917)
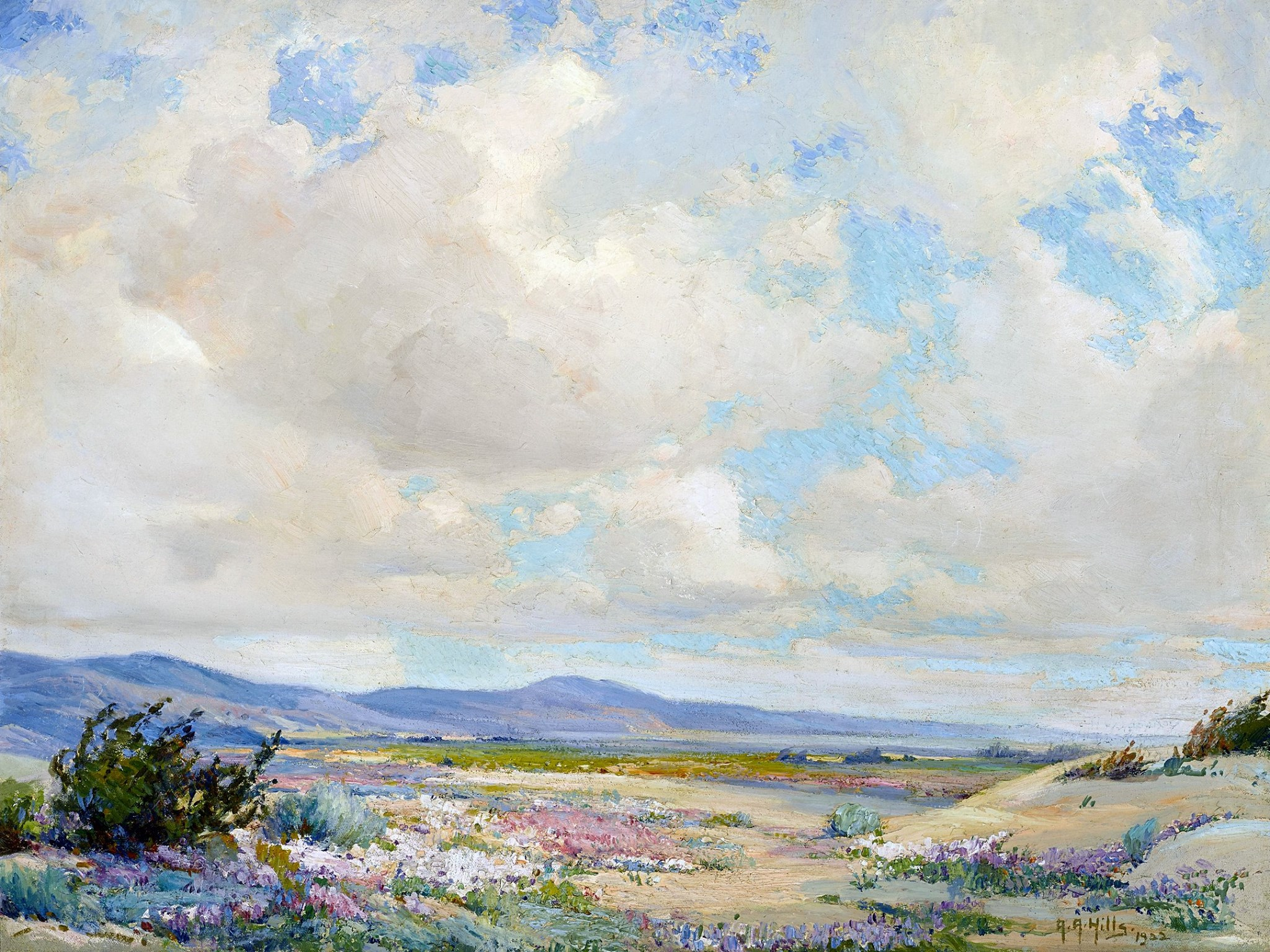
荒れ地が花が咲く時 (1922)